# Chaetopteryx frontisdraconis
Chaetopteryx frontisdraconis är en nattsländeart som beskrevs av Lazar Botosaneanu 1993. Chaetopteryx frontisdraconis ingår i släktet Chaetopteryx och familjen husmasknattsländor. Inga underarter finns listade i Catalogue of Life.